# Ґетін Ентоні
Ґетін Ентоні (англ. Gethin David L. Anthony) — англійський актор. Народився 9 жовтня 1983 року. Грав Ренлі Баратеона в серіалі HBO «Гра престолів».

## Біографія
Він навчався в школі Тіффін в Кінгстон-на-Темзі, де він став старостою школи в останній рік навчння. Пізніше він повернувся в школу як учитель драми і за сумісництвом суддя шкільних заходів, таких як шкільна драма. Він отримав стипендію в British American Drama Академії в Лондоні з липня по серпень 2004 року, де він був присутній на семінарах, дані Фіона Шоу, Алана Рікмана, і Брайана Кокса. у нього співочий голос тенор, і він також навчався африканському танцю з Bode Lawal. Ентоні вивчав англійську літературу в коледжі Баліол Оксфордського університету і був президентом драматичного товариства Оксфордського університету, перед тренуванням в Лондонській академії музики і драматичного мистецтва.

## Робота

### Фільми
- 2006 Pinochet's Last Stand as William Straw (ТБ фільм)
- 2008 Beyond the Rave as Noddy
- 2009 Into the Storm as 1st Pilot (ТБ фільм)
- 2012 Dreck as Herb
- 2014 Copenhagen as William
- 2017 Кодахром в ролі Джаспера
- 2018 Віта та Вірджинія в ролі Клайва Белла

### Телебачення
- 2006 Holby City в ролі Дріва Крамера(1 епізод)
- 2007 Доктор в ролі Дейва Джонса (1 епізод)
- 2008 10 Днів до Війни в ролі Міністра Аїда (1 епізод)
- 2011—2012 Гра престолів в ролі Ренлі Баратеона (8 епізод)
- 2015—2016 — Водолій (телесеріал) — Чарлз Менсон

### Театр
- Theatre 503/Latitude's Carrot as Alex
- Theatre Royal Northampton's In Praise of Love as Joey
- High Tide/Old Vic Tunnels Ditch as James
- Birmingham Rep Theatre's Cling To Me Like Ivy as Patrick
- Hampstead Theatre's What Fatima Did as George
- The Old Red Lion's Fairytale
- Tristan Bates Theatre's Death of Cool as Richie
- Old Vic's 24 Hour Plays
- Old Fire Station's Some Voices as Ray
- Oxford Playhouse's Cyrano de Bergerac as Cyrano

### Радіо
- BBC Radio 4's "Small Acts of Kindness " в ролі Чарлі
- BBC Radio 4's «Severed Threads» в ролі Джонса
- Radiotastic's «The Minister of Chance» в ролі Саті
- BBC's «Legsy Gets a Break» в ролі Джонса